# Міхаїлс Міхолапс
Міхаїлс Міхолапс (латис. Mihails Miholaps, нар. 24 серпня 1974, Калінінград) — російський та латвійський футболіст, що грав на позиції нападника.
Виступав, зокрема, за клуб «Сконто», а також національну збірну Латвії.
Восьмиразовий чемпіон Латвії. Триразовий володар Кубка Лівонії.

## Клубна кар'єра
У дорослому футболі дебютував 1994 року виступами за команду «Балтика», в якій того року взяв участь в 11 матчах чемпіонату. 
Протягом 1995—1996 років захищав кольори клубу ЛУ/«Даугава».
Своєю грою за останню команду привернув увагу представників тренерського штабу клубу «Сконто», до складу якого приєднався 1997 року. Відіграв за ризький клуб наступні п'ять сезонів своєї ігрової кар'єри. Більшість часу, проведеного у складі «Сконто», був основним гравцем атакувальної ланки команди. У складі «Сконто» був одним з головних бомбардирів команди, маючи середню результативність на рівні 0,76 гола за гру першості.
Протягом 2003 року захищав кольори клубу «Аланія».
У 2003 році повернувся до клубу «Сконто». Цього разу провів у складі його команди три сезони. Граючи у складі «Сконто» також здебільшого виходив на поле в основному складі команди. В новому клубі був серед найкращих голеодорів, відзначаючись забитим голом в середньому щонайменше у кожній третій грі чемпіонату.
Згодом з 2007 по 2008 рік грав у складі команд «Шахтар» (Караганда), «Рига» та «Шахтар» (Караганда).
Завершив ігрову кар'єру у команді «Олімпс», за яку виступав протягом 2009 року.

## Виступи за збірну
У 1998 році дебютував в офіційних матчах у складі національної збірної Латвії.
У складі збірної був учасником чемпіонату Європи 2004 року у Португалії.
Загалом протягом кар'єри в національній команді, яка тривала 8 років, провів у її формі 32 матчі, забивши 2 голи.
| Дата       | Місто             | Господарі   | Результат | Гості       | Турнір                      | Голи | Примітки |
| ---------- | ----------------- | ----------- | --------- | ----------- | --------------------------- | ---- | -------- |
| 14-10-1998 | Марибор           | Словенія    | 1 – 0     | Латвія      | Відбір до ЧЄ 2000           | -    | 51'      |
| 24-2-1999  | Єрусалим          | Ізраїль     | 3 – 0     | Латвія      | товариський матч            | -    | 54'      |
| 31-3-1999  | Рига              | Латвія      | 0 – 0     | Греція      | Відбір до ЧЄ 2000           | -    | 46'      |
| 28-4-1999  | Рига              | Латвія      | 0 – 0     | Албанія     | Відбір до ЧЄ 2000           | -    | 69'      |
| 5-6-1999   | Рига              | Латвія      | 1 – 2     | Словенія    | Відбір до ЧЄ 2000           | -    | 48'      |
| 9-6-1999   | Афіни             | Греція      | 1 – 2     | Латвія      | Відбір до ЧЄ 2000           | -    | 46'      |
| 26-6-1999  | Куритиба          | Бразилія    | 3 – 0     | Латвія      | товариський матч            | -    | 63'      |
| 4-9-1999   | Тирана            | Албанія     | 3 – 3     | Латвія      | Відбір до ЧЄ 2000           | -    |          |
| 16-8-2000  | Рига              | Латвія      | 0 – 1     | Білорусь    | товариський матч            | -    | 62'      |
| 28-2-2000  | Вадуц             | Ліхтенштейн | 0 – 2     | Латвія      | товариський матч            | 1    | 56'      |
| 25-4-2001  | Рига              | Латвія      | 1 – 1     | Сан-Марино  | Відбір до ЧС 2002           | -    | 46'      |
| 2-6-2001   | Брюссель          | Бельгія     | 3 – 1     | Латвія      | Відбір до ЧС 2002           | -    | 72'      |
| 6-6-2001   | Рига              | Латвія      | 0 – 1     | Хорватія    | Відбір до ЧС 2002           | -    | 70'      |
| 5-7-2001   | Рига              | Латвія      | 4 – 1     | Литва       | Кубок Балтії                | -    | 85'      |
| 27-3-2002  | Есперанж (комуна) | Люксембург  | 0 – 3     | Латвія      | товариський матч            | -    | 85'      |
| 22-5-2002  | Гельсінкі         | Фінляндія   | 2 – 1     | Латвія      | товариський матч            | -    | 54'      |
| 6-7-2002   | Рига              | Латвія      | 0 – 0     | Азербайджан | товариський матч            | -    | 58'      |
| 20-11-2002 | Серравалле        | Сан-Марино  | 0 – 1     | Латвія      | Відбір до ЧЄ 2004           | -    | 64'      |
| 12-2-2003  | Анталія           | Латвія      | 2 – 1     | Литва       | товариський матч            | 1    | 46' 89'  |
| 2-4-2003   | Київ              | Україна     | 1 – 0     | Латвія      | товариський матч            | -    | 73'      |
| 30-4-2003  | Рига              | Латвія      | 3 – 0     | Сан-Марино  | Відбір до ЧЄ 2004           | -    | 78'      |
| 7-6-2003   | Будапешт          | Угорщина    | 3 – 1     | Латвія      | Відбір до ЧЄ 2004           | -    | 71'      |
| 4-7-2003   | Валга             | Латвія      | 2 – 1     | Литва       | Кубок Балтії                | -    | 78'      |
| 5-7-2003   | Таллінн           | Естонія     | 0 – 0     | Латвія      | Кубок Балтії                | -    | 57'      |
| 20-8-2003  | Рига              | Латвія      | 0 – 3     | Узбекистан  | товариський матч            | -    | 77'      |
| 20-12-2003 | Пафос (місто)     | Кувейт      | 2 – 0     | Латвія      | товариський матч            | -    | 75'      |
| 6-6-2004   | Рига              | Латвія      | 2 – 2     | Азербайджан | товариський матч            | -    | 86'      |
| 18-8-2004  | Рига              | Латвія      | 0 – 2     | Уельс       | товариський матч            | -    | 45' 61'  |
| 9-10-2004  | Братислава        | Словаччина  | 4 – 1     | Латвія      | Відбір до ЧС 2006           | -    | 76'      |
| 9-2-2005   | Лімасол           | Австрія     | 1 – 1     | Латвія      | Міжнародний турнір на Кіпрі | -    | 46'      |
| 30-3-2005  | Рига              | Латвія      | 4 – 0     | Люксембург  | Відбір до ЧС 2006           | -    | 66'      |
| 21-5-2005  | Каунас            | Литва       | 2 – 0     | Латвія      | Кубок Балтії                | -    | 82'      |
| Усього     |                   | Матчів      | 32        |             | Голів                       | 2    |          |

## Титули і досягнення

### Командні
- Чемпіон Латвії (8):

«Сконто»: 1997, 1998, 1999, 2000, 2001, 2002, 2003, 2004
- Володар Кубка Латвії (5):

«Сконто»: 1997, 1998, 2000, 2001, 2002
- Володар Кубка Лівонії (3):

«Сконто»: 2003, 2004, 2005

### Особисті
- Кращий бомбардир Чемпіонату Латвії:

ЛУ/«Даугава»: 1996 (33 м'ячі)
«Сконто»: 2001 (23 м'ячі), 2002 (23 м'ячі), 2006 (15 м'ячі)